# Черёмушки (Оленинский район)
Черёмушки — посёлок в Оленинском районе Тверской области, входит в Глазковское сельское поселение, расположен в 3 км севернее районного центра Оленино и в 1,5 км южнее федеральной автомагистрали «Балтия», на правом берегу реки Сишки.
Посёлок образован слиянием заводского поселка при льнозаводе и деревни Горениново в одно поселение под названием посёлок Черёмушки.
| 2010 |
| ---- |
| 131  |